# Stakholmen

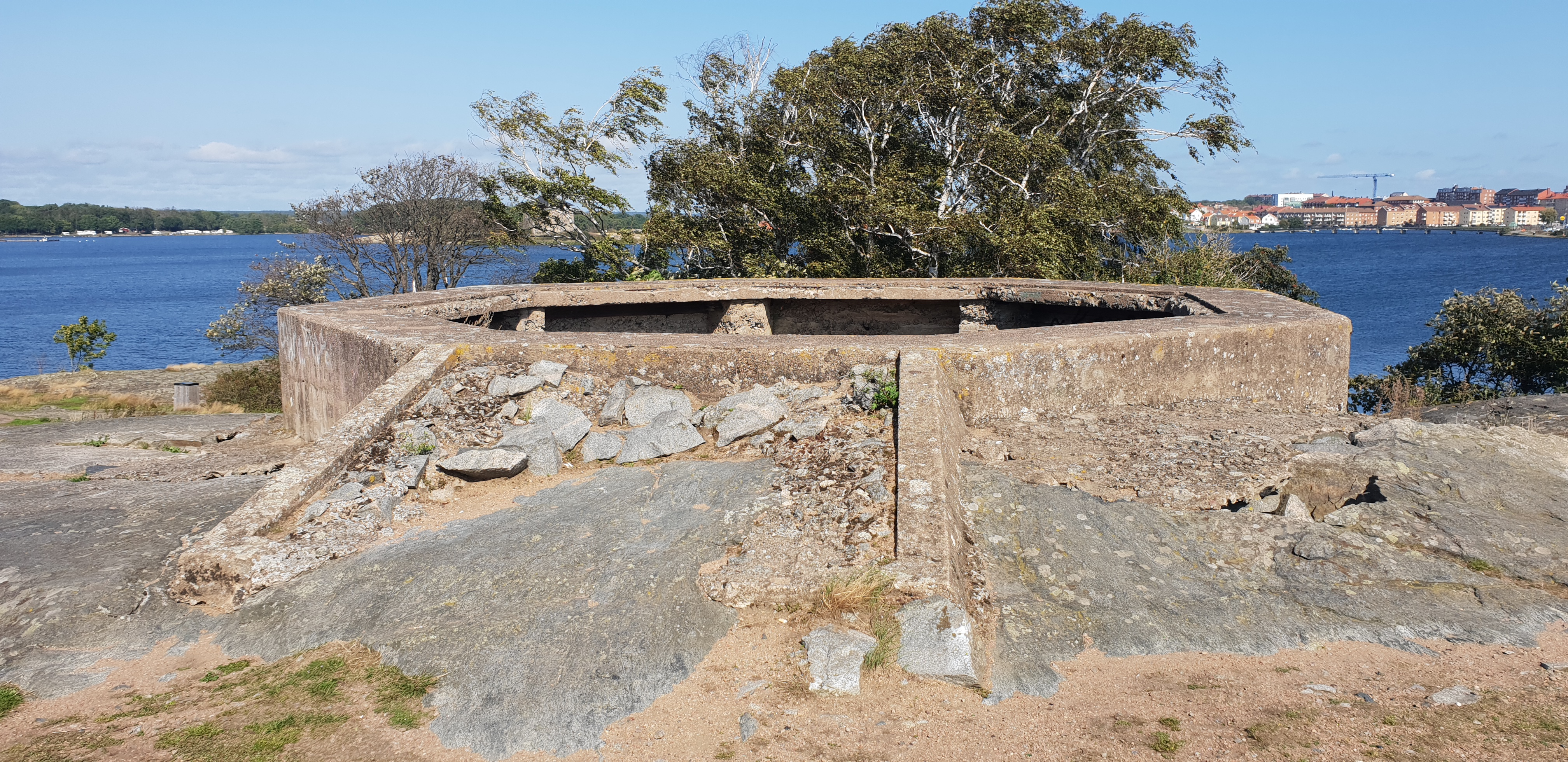
Pjäsvärn på Stakholmen.

Stakholmen är en ö i Karlskrona. Ön är belägen i Borgmästarefjärden i stadens centrala delar. På ön finns några militära lämningar, bland annat pjäsvärn för 40 mm luftvärnsautomatkanon från 1940 och 1943, samt en ammunitionsdurk som byggdes 1940. Ön är i övrigt inte bebyggd, men det har förts flera diskussioner om olika former av planer gällande ön, bland annat om att upprätta ett Naturum. En gångbro förbinder ön med Trossö.
Ön är även ett populärt turist- och utsiktsmål, då man kan se stora delar av stadens centrum från den. Vid flera nyårsaftnar har Karlskrona kommun avfyrat fyrverkerier från ön.